# Patricio Ponce
Claudio Patricio Ponce Abarca (* 15. Dezember 1953) ist ein ehemaliger chilenischer Fußballspieler. Der Flügelstürmer absolvierte ein Länderspiel für Chile und wurde auf Vereinsebene 1977 chilenischer Meister.

## Karriere

### Verein
Patricio Ponce begann seine Karriere 1972 bei den Rangers de Talca und wechselte im Folgejahr zu Lota Schwager, wo er eine erfolgreiche Zeit erlebte. Nach einer weiteren Saison bei den Rangers ging der Offensivspieler zu Unión Española, mit dem er den Meistertitel 1977 gewann. Weitere Karrierestationen sind mit dem San Luis 1981 und Curicó Unido 1985 in der Segunda División bekannt.

### Nationalmannschaft
Patricio Ponce absolvierte für die Nationalmannschaft Chiles im Juni 1975 unter Trainer Pedro Morales bei der Copa Juan Pinto Durán gegen Uruguay sein einziges Länderspiel.

## Erfolge
Unión Española
- Primera División: 1977